# OSVČ (politická strana)
OSVČ (zkratka OSVČ) je česká politická strana založená 9. prosince 2015 Milanem Haladou. Je aktivní převážně v Plzeňském kraji.

## Historie

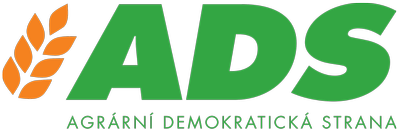
Logo Agrární demokratické strany

Strana se jmenovala od svého vzniku Agrární demokratická strana, zkratka ADS. Strana se hlásila k odkazu prvorepublikové Republikánské strany zemědělského a malorolnického lidu a jejího předsedy Antonína Švehly.
Dne 30. září 2024 stranu opustil její předseda Pavel Šrámek, aby se zapojil do tehdy vznikající strany GEN, jež zakládal radní Prahy 1 Vojtěch Ryvola. Jenže GEN záhy opustil spolu s Petrem Ajšmanem, který zakládal krajskou buňku GENu v Karlovarském kraji. Do ADS se vrátil její bývalý předseda Pavel Šrámek a spolu s ním přišel Petr Ajšman.
Dne 11. března 2025 se ADS přejmenovala na OSVČ a předsedou se znovu stal Pavel Šrámek a ve funkci místopředsedy nahradil Petr Ajšman Petra Šrámka.

## Volební výsledky

### Volby do Evropského parlamentu

#### Rok 2019
Ve volbách do Evropského parlamentu v roce 2019 strana získala 4 004 hlasů, tedy 0,16 %, a do Evropského parlamentu se nedostala.

#### Rok 2024
Ve volbách do Evropského parlamentu v Česku v roce 2024 kandidoval předseda strany Pavel Šrámek za Svobodné, avšak nebyl zvolen.

### Volby do zastupitelstev krajů

#### Rok 2020
Voleb do zastupitelstev krajů v roce 2020 se strana účastnila pouze v Plzeňském kraji, jako součást koalice „KDU-ČSL, ADS A NESTRANÍCI – KOALICE PRO PLZEŇSKÝ KRAJ“. Předseda ADS Šrámek byl na kandidátce druhý.
Koalice získala 7 588 hlasů, což znamenalo výsledek 4,36 % a žádný mandát.

### Volby do Senátu PČR

#### Rok 2020
Při volbách do Senátu v roce 2020 strana podpořila v obvodu č. 9 – Plzeň-město starostu Slovan a kandidáta ODS, KDU-ČSL, TOP 09, ADS a strany Monarchiste.cz Lumíra Aschenbrennera. Aschenbrenner v prvním kole získal 34,93 % a v druhém kole zvítězil se ziskem 59,33 % nad kandidátem Pirátů Danielem Kůsem.

#### Rok 2022
Ve volbách do Senátu PČR v roce 2022 předseda strany Pavel Šrámek kandidoval v senátním obvodu č. 7 – Plzeň-město za hnutí PRO PLZEŇ, v prvním kole získal 4 683 hlasů (tj. 10,61 %) a nepostoupil do druhého kola.

#### Rok 2024
Ve volbách do Senátu PČR v roce 2024 byli koaličními kandidáty ADS, KDU-ČSL a hnutí PRO PLZEŇ Tomáš Rada v obvodu č. 8 – Rokycany a Stanislav Antoš v obvodu č. 11 – Domažlice.

### Volby do Poslanecké sněmovny Parlamentu České republiky 2021
Ve volbách do Poslanecké sněmovny v roce 2021 členové strany kandidovali na kandidátkách Aliance pro budoucnost. Společně obdrželi 11 531 hlasů (tj. 0,21 %), a nezískali tak žádný mandát.